# 丁家立

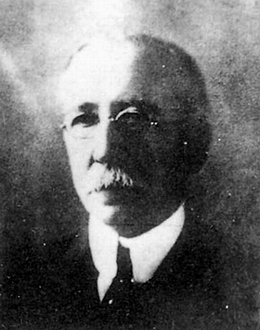

丁家立（Charles Daniel Tenney）（1857年—1930年），美国马萨诸塞州波士顿人，美国公理会传教士、外交官、教育家。

## 生平
丁家立出生于美国波士顿，是具有英国血统的美国人，1878年毕业于达特茅斯学院，后入欧柏林大学研究院，1879年获神学硕士。清朝光绪八年（1882年）来华，在山西省太谷县传教，他曾力劝当地富绅捐资兴学，但收效不大。失望之际，又值其妻罹病赴天津医治，遂于光绪十二年（1886年）辞去教会职务，赴天津就任李鸿章的家庭英文教师，同时在天津设立中西书院并自任院长（任至1895年）。1892年，他应英国籍德国人德璀琳邀请，出任博文书院教师。其间，他还曾兼任美国驻天津领事馆副领事。
1895年受盛宣怀之聘，任北洋大学堂首任总教习，时伍廷芳任该学堂头等学堂总办，蔡绍基为二等学堂总办。1900年，八国联军侵入天津，他一度兼任天津都统衙门汉文秘书，办理一切外交事务，后来又兼任保定学堂总教习。八国联军占领天津期间，北洋西学堂被德军占领，校舍受损，丁家立旋赴柏林与德国政府交涉，获五万两海关银的赔偿金，即以此款建筑北洋西学学堂在西沽武库的新校舍。1903年该学堂易名为北洋大学堂（今天津大学），丁家立仍任总教习。
1906年，他辞去北洋大学堂总教习职，1908年离开天津。1908年被达特茅斯学院授予名誉法学博士。此后，曾任美国驻华公使馆汉务参赞。1921年退休回美，1923年夏来华游历。
1930年，丁家立在美国去世，享年73岁。